# 주간고속도로 제22호선
주간고속도로 제22호선(영어: Interstate 22, I-22)은 차후에 미국 중부 테네시주 멤피스와 남동부 앨라배마주 버밍햄을 연결하게 될 342.79km의 고속도로이다. 22호선은 북서쪽으로 40호선과 간접적으로, 남동쪽으로 65호선은 직접적으로 교차하나 20호선과는 간접교차가 될 전망이다. 따라서 22호선이 개통되면 사우스캐롤라이나주의 주도인 컬럼비아, 조지아주의 주도인 애틀란타, 앨라배마주의 주도인 몽고메리와 버밍햄, 미시시피주의 북동부 주요 도시인 투펄로, 테네시주 서부의 대도시인 멤피스와 아칸소주의 주도인 리틀록, 오클라호마주의 주도인 오클라호마 시티와 미주리주 동부의 대도시인 세인트루이스 등을 전부 연결하게 된다. 따라서 22호선은 나중에 미국 남동부와 남부, 중부를 가로지르는 중요한 한 축이 될 것으로 예상되고 있다.